# Thailandbugten
Thailandbugten eller Siambugten er en lavvandet del af det Sydkinesiske hav.

## Geografi
Thailandbugten omgives af Cambodia, Thailand og Vietnam. Den nordlige spids af bugten er Bangkokbugten ved mundingen af Chao Phraya-floden. Bugten har et areal på omkring 320.0000 km². Afgrænsningen af bugten er defineret af en linje mellem Kap Bai Bung i det sydlige Vietnam (lige syd for Mekongflodens udmunding) til byen Kota Baru på den malajiske kyst. På højden af den sidste istid eksisterede Thailandbugten ikke, på grund af det lavere vandspejl. Stedet var en del af Chao Phraya floddalen.
Thailandbugten er forholdsvis lavvandet. Gennemsnitsdybden er 45 meter og den største dybde er ikke mere end 80 m. Dette betyder, at vandet udskiftes langsomt, og den kraftige tilstrømning af vand fra floderne betyder at vandet har et lavt saltindhold (3,05-3,25%) er er rigt på sedimenter. Kun på de større dybder flyder der vand med et højere saltindhold (3,4%) ind i bugten fra det Sydkinesiske hav og fylder den centrale lavning under en dybde af 50 meter. De største floder med udløb til bugten er Chao Phraya (herunder dens biflod Tha Chin), Mae Klong og Bang Pakong, og i mindre omfang Tapi-floden som løber ud i Bandonbugten i den sydvestlige del af bugten.

## Turisme
Thailandbugten rummer mange koralrev, og derfor adskillige feriesteder for dykkere. På grund af vandets tropiske temperaturer er det populært blandt turister. Nogle af de mest populære turiststeder i Thailandbugten er øerne Koh Samui og Koh Phangan i Surat Thani provinsen, Pattaya i Chonburi provinsen, Hua Hin, Koh Samet og Koh Chang. 
Koh Tao er et centrum for dykkerturismen.

## Territoriale stridigheder
Der er territoriale stridigheder i området mellem Malaysia, Thailand, Cambodia og Vietnam. 
- Især Malaysia og Thailand har valgt i fællesskab at udvikle de omstridte områder, som omfatter øerne Ko Kra og Ko Losin.

- En langvarig strid mellem Cambodia og Vietnam i Thailandbugten drejer sig fortrinsvis om øen Phú Quốc, som ligger ud for Cambodias kyst.[2] Cambodia kræver også 48.000 km² af kontinentalsoklen.[3]